# Guilherme Siqueira
Guilherme Madalena Siqueira (Biguaçu, 28 april 1986) is een Braziliaans voormalig voetballer die bij voorkeur als linksback speelde.

## Clubcarrière
In augustus 2004 haalde Internazionale de toen achttienjarige Guilherme Siqueira weg bij Ipatinga. In januari 2006 werd hij voor zes maanden uitgeleend aan SS Lazio. Op 11 augustus 2006 trok hij naar Udinese. Hij speelde er 22 competitiewedstrijden. In augustus 2008 werd hij uitgeleend aan AC Ancona. In juli 2010 werd hij uitgeleend aan het Spaanse Granada CF. In juli 2011 tekende hij een vierjarig contract bij Granada. Op 20 maart 2013 scoorde hij een doelpunt in het Camp Nou tegen FC Barcelona. Tijdens het seizoen 2013/14 werd hij verhuurd aan SL Benfica. Daarmee won hij dat seizoen zowel het landskampioenschap, de Taça de Portugal als de Taça da Liga. Ook bereikte Siqueira dat jaar de finale van de Europa League met de Portugese club, die door middel van een strafschoppenreeks verloren ging.
Atlético Madrid maakte op 4 juni 2014 bekend dat het Sequeira voor omstreeks €10.000.000,- had aangetrokken. De Braziliaan tekende een vierjarig contract in de Spaanse hoofdstad. Sequira speelde uiteindelijk 26 wedstrijden voor de club. In februari 2016 werd hij voor anderhalf jaar verhuurd aan Valencia, waarna hij in september 2017 afscheid nam van Atlético vanwege weinig kans op speeltijd.

## Erelijst
| Competitie             |         |         |         |         |
| Competitie             | Aantal  | Jaren   |         |         |
| Benfica                | Benfica | Benfica | Benfica | Benfica |
| ---------------------- | ------- | ------- | ------- | ------- |
| Landskampioen Portugal | 1x      | 2013/14 |         |         |
| Taça de Portugal       | 1x      | 2013/14 |         |         |
| Taça da Liga           | 1x      | 2013/14 |         |         |
| Atlético Madrid        |         |         |         |         |
| Supercopa              | 1x      | 2014    |         |         |